# Maria Stader
Maria Stader, cuyo nombre de nacimiento era Maria Molnar (Budapest, 5 de noviembre de 1911–Zúrich, 27 de abril de 1999), fue una soprano húngara nacionalizada suiza conocida por sus interpretaciones de Mozart.

## Biografía
Nació en Budapest (Hungría). Durante y después de Primera Guerra Mundial, el precio de los alimentos en Budapest era tan alto que fue difícil para sus padres sacar adelante a sus cinco hijos. Maria y su hermana menor, Elisabeth, fueron llevadas a Suiza por el Ejército de Salvación para que se recuperasen de su estado de malnutrición. Una vez que estuvo de nuevo en Budapest, Maria cayó gravemente enferma y además se determinó que necesitaría operarse de las amígdalas. Sus padres adoptivos decidieron regresar a Suiza. Debido a dificultades con la policía de aduanas, Maria no pudo permanecer en el cantón de Zúrich, por lo que su padre adoptivo le encontró un lugar con la familia Stader en Romanshorn, quienes finalmente la adoptaron.
En 1939, Maria se casó con Hans Erismann, el director musical de Weinfelden y más tarde director del coro de la Teatro de ópera de Zúrich. A través del marido de su profesor de canto, Mathilde Bärlocher, consiguió familiarizarse con la pareja Schulthess-Geyer. Desde entonces, Stefi Geyer tuvo especial cuidado de ella. Su profesor de canto, Ilona Durigo, la presentó a Hermann y Lily Reiff (un alumno de Franz Liszt). La casa de los Reiff fue un lugar de reunión frecuente de los Busch, los Walter y los Mann. Dos años después, y mediante la intercesión de Fritz Busch, Maria Stader se traslada a Tremezzo para estudiar en la escuela Schnabel.  Maria fue amiga íntima del político suizo, Walther Bringolf, así como de numerosos músicos, especialmente de Ferenc Fricsay (a través del que conoció Rolf Liebermann) y Clara Haskil.

## Educación
Maria Stader recibió por primera vez clases de canto de Mathilde Bärlocher de San Galo (Suiza), y, a partir de 1930, de su padre, Hans Keller, en Constanza (Alemania). A partir de 1935, Maria fue educada por Ilona Durigo en Zúrich y después, tomó lecciones en Tremezzo de Therese Schnabel-Behr, la esposa de Artur Schnabel. A partir de 1938, Maria recibió formación de Giannina Arangi-Lombardi en Milán.

## Carrera
Maria primero logró la fama por sus interpretaciones de Mozart y sus colaboraciones con el director húngaro Ferenc Fricsay, en piezas entre las que se encuentran Don Giovanni, Las bodas de Fígaro, El rapto en el Serrallo, y la Gran Misa, así como la Misa de Réquiem de Verdi. En 1939, ganó el Concurso Internacional de Ginebra. Posteriormente, Stader también adquirió buena reputación como una excelente intérprete de Bach, especialmente con Karl Richter, con quien a menudo trabajó junto a Hertha Töpper. También grabó el Réquiem de Antonín Dvořák con Karel Ančerl, así como Fidelio (interpretando el papel de Marcelina), con Hans Knappertsbusch.
Stader fue muy elogiada por su fina, aunque no muy potente, voz. Casi siempre interpretó papeles operísticos en el estudio de grabación y rara vez, si no nunca, en el escenario, debido a su baja estatura (sólo tenía 1,44 m de altura). Al parecer, solía actuar encima de una plataforma con el fin de que todo el público la viese bien.
Esto también le permitió a Stader evitar la tensión experimentada por muchos cantantes de ópera, y preservar el dulce y delicado timbre de su voz hasta bien entrada la década 1960. Su última actuación fue el 7 de diciembre de 1969 y tuvo lugar en el Philharmonic Hall de Nueva York, interpretando el Réquiem de Mozart. Sus giras de conciertos la han llevado por todo el mundo. Además de Europa y América, también cantó en Japón, Sudáfrica y América del Sur. Maria Stader cantó en diversos festivales, incluido el Festival de Salzburgo, el Festival de Lucerna, el Festival de Prades y el Aspen Music Festival. Cantó bajo la dirección de muchos grandes dirctores, entre ellos Eugen Jochum, Josef Krips, Eugene Ormandy, George Szell, Carl Schuricht, Rafael Kubelík, Bruno Walter, Hermann Scherchen, Otto Klemperer, Ernest Ansermet y Dean Dixon.
Maria Stader impartió clases en el Conservatorio de Zúrich.

## Premios
- 1939- Primer premio en el Concurso Internacional de música de Ginebra.
- 1950- Medalla Lilli Lehmann de la ciudad de Salzburgo.
- 1956- Medalla de plata de la Fundation internacional Mozarteum en Salzburgo.
- 1962- Medalla Hans Georg Nägeli.

## Publicaciones
- Maria Stader: Nehmt meinen Dank. Erinnerungen. Autobiografía. Kindler, Múnich 1979, ISBN 3-463-00744-4.

## Artículos por Maria Stader
- Ferenc Fricsay, en: Diener der Musik. Unvergessene Solisten und Dirigenten unserer Zeit im Spiegel der Freunde. Publ. × Martin Müller y Wolfgang Mertz. Tubinga, Rainer Wunderlich, 1965.
- Zusammenarbeit mit Fricsay, en: Friedrich Herzfeld (publ.) Ferenc Fricsay. Ein Gedenkbuch. Berlín, Rembrandt, 1964.
- Über Wilhelm Furtwängler, en: Furtwängler Recalled. Zúrich, Atlantis, 1965.